# Lin Changmin
Lin Changmin (chino simplificado: 林长民, pinyin: Lín Chángmín; septiembre de 1876 - 24 de diciembre de 1925), Fujian, Minhou (ahora Fuzhou), China. Padre de Lin Huiyin, hermano de los mártires de Lin Juemin, y el fundador de la Universidad de Ciencias Políticas y Jurídicas de Fujian (predecesora de la Universidad Normal de Fujian) y la Escuela Intermedia Fuzhou No. 2.  El primero político republicano de la dinastía Qing tardía, diplomático, educador, calígrafo.

## Biografía

### Actividades de Qing tardío
En 1902, se fue a Japón para estudiar e ingresó a la Universidad de Waseda para estudiar política y economía. 
En 1909, regresó a China para enseñar la Escuela de Leyes de Fuzhou. Se estableció la Oficina Consultiva Provincial de Fujian, que fue nombrada Secretaria General.

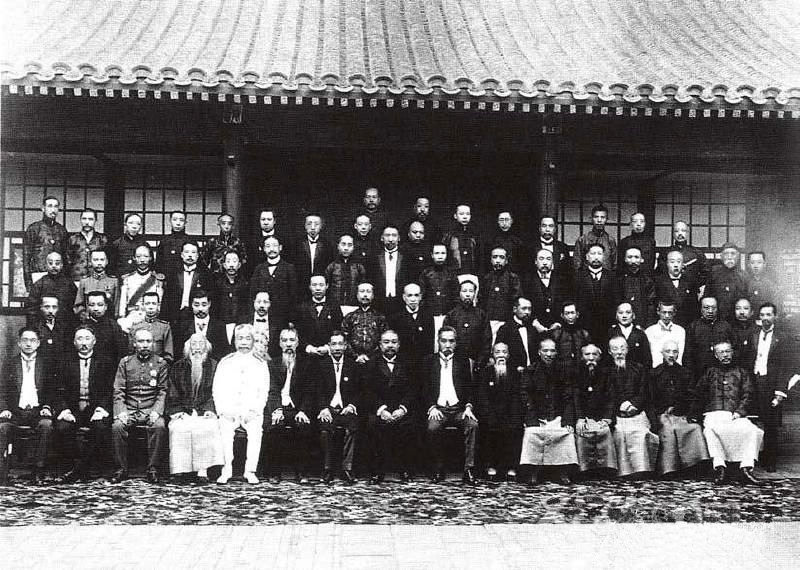
La Conferencia de Participación del Senado de la República de China

### Actividades internacionales
Después del levantamiento en Wuchang en 1911, su hermano menor de Lin Changmin, Lin Juemin, se convirtió en uno de los 72 mártires de Huanghuagang e hizo un sacrificio heroico. Desde entonces, Lin Changmin se ha unido a las actividades revolucionarias y ha participado en la reunión de representantes de los gobiernos provinciales de las provincias de Nanjing como representante de Fujian. Sun Wen (Sun Yat-sen) Después de elegir al presidente interino de la República de China, Lin Changmin fue asesor del Ministerio del Interior. Lin Changmin participó en la redacción de la "Ley Provisional de la República de China". En 1912, el Partido Republicano se estableció en mayo, y Lin Changmin se desempeñó como oficial del partido. En el mismo año, Lin Changmin se desempeñó como secretario general del Senado temporal.
En 1913 fue promovido a la Cámara de Representantes y en abril se convirtió en el Secretario General. En mayo, participó en la fusión del Partido Republicano con el Partido Demócrata y el Partido Unido en el Partido del Progreso y el ministro del Departamento Político, y apoyó a Yuan Shikai como el presidente oficial. Además de sus actividades en Beijing, también se desempeñó como presidente de la Escuela Legislativa Privada de Fujian. En 1914 (3er año de la República de China), asumió el cargo de diputado del Consejo de Estado, y en mayo ocupó el cargo de Vicesecretario General de la Cámara de Representantes. En 1915 (4 años de la República de China), se desempeñó como director de la Oficina de Asuntos Legales y renunció pronto. En 1916, el parlamento se reabrió y continuó sirviendo como miembro de la Cámara de Representantes. En 1916, también se desempeñó como editor de la Constitution Research Association, que era una combinación de partidos progresistas.
En julio de 1917 (6 años de la República de China), se desempeñó como Director Judicial del gabinete de Duan Qirui y renunció en noviembre del mismo año. En el año siguiente, se desempeñó como miembro del Comité de Asuntos Exteriores de la Oficina del Presidente y un director de asuntos. En 1919 (8 años de la República de China), se desempeñó como miembro de los camaradas de la Sociedad de las Naciones. En ese momento, Lin Changmin no negoció con la delegación china en París sobre la recuperación de los derechos de Shandong. Escribió un artículo en el Beijing Morning Post criticando los poderes. Esto también se convirtió en uno de los puntos de inflexión del Movimiento del 4 de mayo. En el Movimiento del Cuatro de Mayo, los rencores personales de Cao Shulin se usaron para fomentar el aprendizaje. 
En el año siguiente, Lin Changmin fue a Londres para organizar conferencias con Liang Qichao y Wang Dazhao. En mayo de 1921 (10 años de la República de China), fue ascendido a ser el principal representante de los Camaradas de la Liga de las Naciones y pronunció un discurso en la Conferencia de la Unión Internacional celebrada en Milán, Italia. En octubre del mismo año regresó a China.  

### Murió en el campo de batalla
En 1923, se desempeñó como miembro del Comité de Redacción de la Constitución del Gobierno de Beijing. En septiembre de este año, Cao Yong, el líder de los señores de la guerra directos, se opuso a la elección del presidente y ShanHai fue al sur para participar en el movimiento antirreflexión. En 1924 (13 años de la República de China), la Escuela Legislativa Privada de Fujian se reorganizó como la Universidad de Fujian (ahora la Universidad Normal de Fujian), y se convirtió en el director. Publicó una carta abierta para "recordarles a los japoneses" que critiquen la política de Japón sobre China. En el año siguiente, fue designado por el gobierno de Duan Qirui como miembro del comité de redacción del estado. En noviembre del mismo año, el general de Feng Song, Guo Songling, lanzó un motín contra el líder de Feng Tsang, Zhang Zuolin. En ese momento, Lin Changmin fue nombrado como secretario general por Guo Songling. Lin Changmin aceptó el nombramiento y siguió a Guo Songling. Más tarde, Guo Songling fue derrotado por Zhang Zuolin. El 24 de diciembre, Lin Changmin fue asesinado por un gánster que fue golpeado por un pícaro durante una batalla cuerpo a cuerpo en el pequeño pueblo Sujiatun del condado Xinmin (ahora la ciudad Xinmin) en el condado de Fengtian. A los 50 años (49 años).

## Estudiar en Japón
Lin Changmin fue un erudito de los eruditos que fueron famosos en los primeros años de la República de China. También fue un político famoso que abogó por el gobierno constitucional y promovió la política democrática. juventud Lin Lin Chang-min en la sala de estudio en la escuela, por la industria en la facilidad de Fujian Ming Shilin mejor educado, y por lo tanto obtener el conocimiento occidental inicial.
En el año 23 de Guangxu, Lin Changmin era un erudito, pero abandonó el examen imperial por una mayor ambición. También este año, abandonó la industria para estudiar inglés y japonés en casa. Su padre, Lin Hsiao-yu, invitó a dos "profesores extranjeros" para él. Uno es ciudadano canadiense y el otro es ciudadano japonés. Lin estudio Chang-min en Japón en 1906, poco después de regresar a Japón otra vez después de la graduación en Hangzhou, escuelas de Oriente, estudiante de la Fundación de la Universidad de Waseda y el Departamento de Política Económica de la Universidad y de la Sección. 
Lin Changmin es un personaje estrella reconocido entre los estudiantes japoneses. Él es un entusiasta de bienestar público, por personas dispuestas a resolver, era bueno en la retórica, la elocuencia; tres tienen riqueza de la familia, "este cartas de la familia de hormonas, las necesidades de comunicación, no deficientes en uso"; cuatro valiente, en su defecto dispuesto a jugar, nunca sin Miedo al estado
Pero el mundo japonés y Lin Changmin no se convirtió en un joven revolucionario radical, que aún espera su política, de una manera mejorada para lograr la política constitucional. Así que cuando el primo Lin Yin Min y Lin Juemin con vehemencia, para promover el fin de la revolución, Lin Changmin se centra en una amplia gama de intercambio nudo satisfecho. Reconoció celebridades japonesas Tsuyoshi Inukai, Yukio Ozaki, también están familiarizados con la celebridad de China, Zhang Qian, Cen Chunxuan, Xu Zhimo y Tang Hualong, Sun Hong Yin, Liu Chongyou, Xu Fusu y otros constitucionalistas. Por las palabras de Lin Changmin: "Los políticos deben tener el invitado magnanimidad, y China futuro desconocido, sobre todo, deben ponerse en contacto con el extranjero, para el futuro político de la comunicación para ayudar".

## Evaluación del personaje

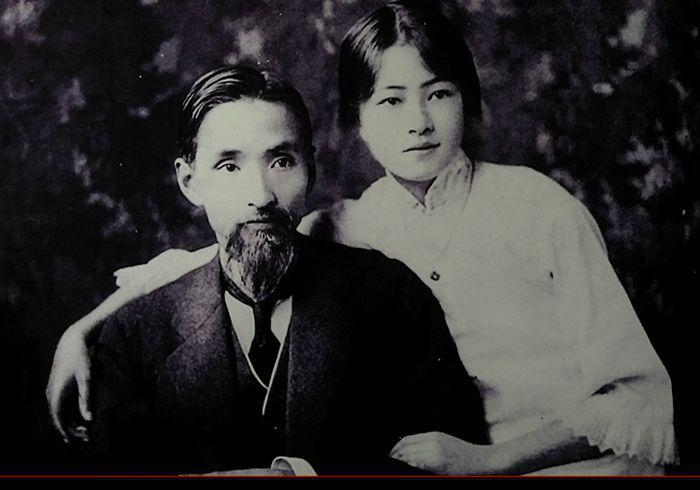
Lin Changmin y su hija Lin Huiyin

### La confianza en sí mismo es "el ministro del mundo"
Lin Changmin es un personaje estrella reconocido entre los estudiantes japoneses. Él está entusiasmado con el bienestar social y está dispuesto a hacer arreglos para que las personas resuelvan problemas. Una vez se desempeñó como presidente de la Asociación de Estudiantes Extranjeros. Lo eligió de acuerdo en que Lin Chang-min, que es también el número de largo: un talento, no sólo informado, y la "buena Zhi Shi", dos elocuente, bueno en la retórica, por lo que cuando el primo Lin Yin Min, la gente Lin Chueh con vehemencia, para promover el fin de la revolución, Lin Changmin se enfoca en la comunicación y aceptación extensas.
Lin Chang-min de Japón después de regresar del extranjero, generosamente en el nivel de educación de los pobres, el gobierno Qing se negó a conceder la identidad Hanlin estudiosos, natural de Fujian Renguan Li regresó al decano la Facultad de Derecho Administrativo. Durante este período, él determinó las reglas y las derogó. Más tarde, Lin Changmin fue a Beijing para formar una amistad constitucional con Xu Fosu y otros.
Después de la revolución estalló, cuando Lin Chang-min a Shanghái para asistir a la primera sesión de la "gobernadores provinciales en nombre de la Federación", y la Alianza disputa partidista. Unos días más tarde, Lin Changmin fue asesinado en la estación de Xiaguan en Nanjing. Afortunadamente, se sorprendió. Lin Huiyin se sorprendió y volvió a preocuparse y cerró a su hijo en el piso de arriba. Sin embargo, Lin Changmin no tiene intención de arrepentirse, confía en que tiene diferencias políticas y quiere ser un "ministro del mundo".